# Cibitung (Cibitung)
Cibitung is een bestuurslaag in het regentschap Sukabumi van de provincie West-Java, Indonesië. Cibitung telt 5630 inwoners (volkstelling 2010).